# Héctor Marino
Héctor Marino (1905 - 1996) es considerado un pionero de la cirugía plástica argentina y latinoamericana por sus valiosas contribuciones. Desarrolló simultáneamente la práctica asistencial, la docencia y la investigación. Fue miembro fundador de la Sociedad Argentina de Cirugía Plástica (1952).

## Biografía
Héctor Marino se graduó de médico en la Universidad de Buenos Aires en 1931. En su época estudiantil fue disector en la cátedra de Anatomía Descriptiva del Prof. Dr. Joaquín López Figueroa y fue practicante en el Hospital Nacional de Clínicas. Inició su actividad médica en el Servicio de Clínica Médica del Prof. Dr. Mariano R. Castex (en este último hospital) y luego se formó en el Servicio de Cirugía del Dr. Ricardo Finochietto en el Hospital Rawson de la ciudad de Buenos Aires. Integró la primera generación de cirujanos discípulos de este maestro. Junto con Alfonso Roque Albanese, Jorge Curuchet, Pedro Esperne, Leoncio Fernández, Santos Luchetti, Carlos Mesa, Vicente Pataro, Julio Piñeiro Sorondo, Alejandro Torres Posse y Andrés Veppo.
En 1951, recibió el premio Enrique Finochietto de la Fundación Enrique y Ricardo Finochietto.
Luego fue jefe del Servicio de cirugía plástica del Instituto Municipal de Radiología y Fisioterapia (hoy Hospital de Oncología "María Curie") en la Ciudad de Buenos Aires. Fue asesor en su especialidad, de dos hospitales militares (Hospital Aeronáutico Central y Hospital Naval Central) y de dos hospitales de colectividades (Hospital Británico de Buenos Aires y Hospital Alemán).
Fue miembro de número de la Academia Nacional de Medicina de Argentina (1977-1996), ocupando el sitial N.º 13 que por primera vez se le adjudicó a la especialidad de Cirugía Plástica.
Fue director de la primera escuela argentina de cirugía plástica, creada en 1974 en la Universidad del Salvador, en la ciudad de Buenos Aires.